# Лалиберте, Ги
Ги Лалиберте́ (фр. Guy Laliberté, род. 2 сентября 1959, город Квебек, Канада) — основатель и руководитель компании Cirque du Soleil (Цирк Солнца).

## Ранние годы и карьера
Начинал Лалиберте как простой цирковой артист: играл на аккордеоне, ходил на ходулях и глотал огонь.
В 1984 году Лалиберте вместе с Жилем Сте-Круа создал цирк при поддержке правительственного гранта на празднование 450-й годовщины открытия Канады Жаком Картье. Цирк Cirque Du Soleil синтезировал в себе различные цирковые стили со всего мира. На 2006 год 95% пакет акций Лалиберте оценивается в 1,2 миллиарда долларов.
В 2015 году он продал большую часть акций Cirque du Soleil американской инвестиционной компании TPG Capital и китайской Fosun International за $1,5 млрд. Себе он оставил долю в размере 10%.
Часть средств ушла на покупку недвижимости и создание семейного офиса. Пару лет предприниматель инвестировал в стартапы и коллекционировал предметы искусства. А два года назад основал компанию Lune Rouge Entertainment и запустил новый проект — пирамиду PY1 с психоделическими светозвуковыми шоу. Вся инфраструктура стоила Лалиберте незначительные по сравнению с суммой «выхода» из Cirque du Soleil $100 млн. 
В 1988 году был кандидатом в депутаты парламента Канады от партии Носорогов.
Поддержал Джастина Трюдо на выборах лидера либеральной партии в 2013 году.

## Космический полёт
Седьмой космический турист. Полёт на МКС состоялся 30 сентября 2009 года. За полет он заплатил Роскосмосу $35 млн.
Статистика
| # | Стартовый корабль | Старт, UTC        | Экспедиция | Корабль посадки | Посадка, UTC      | Налёт                    | Выходы в открытый космос | Время в открытом космосе |
| - | ----------------- | ----------------- | ---------- | --------------- | ----------------- | ------------------------ | ------------------------ | ------------------------ |
| 1 | Союз ТМА-16       | 30.09.2009, 07:14 | МКС-20     | Союз ТМА-14     | 11.10.2009, 07:41 | 10 суток 21 час 16 минут | 0                        | 0                        |
|   |                   |                   |            |                 |                   | 10 суток 21 час 16 минут | 0                        | 0                        |

## Покер
Кроме всего прочего Ги Лалиберте – один известнейших игроков в покер "по крупному". Он играет как онлайн, так и принимает участие в турнирах. Его любят и ценят профессионалы, так как в целом он проигрывает. В 2012 на авторитете нашего героя в покере состоялся уникальный проект – турнир под названием "The Big Оne for One Drоp" с бай-ином в миллион долларов. Это совместный проект WSOP и фонда "One Drоp Foundation", что Ги учредил в 2007 году. Главной задачей этой некоммерческой организации было объявлено обеспечение всех жителей планеты Земля качественной питьевой водой. Финансирование ведётся за счет добровольных пожертвований всех желающих. Сам Ги обязался внести сто миллионов долларов своих денег в течение 25-ти лет.
Турнир имел огромный успех: 48 человек, включая Ги внесли по 1 миллиону за участие в турнире, и 11,1% от взносов или более 5 миллионов было направлено на благотворительность автоматически + 5-е место неожиданно занял сам организатор, отдав свой приз в размере 1 834 666 долларов.

## Премии и награды
Университет Лаваля в Квебеке (l’Université Laval, Québec) в 2008 году вручил Ги Лалиберте почётную докторскую степень. Годом раньше он получил учреждённую компанией Ernst & Young премию «Предприниматель года» (Ernst & Young Entrepreneur of the Year) за достижения в области предпринимательства на местном, национальном и международном уровне.
В 2004 году генерал-губернатор Канады вручил ему Орден Канады — высочайшую награду в стране. В этом же году журнал «Time Magazine» назвал его одним из 100 самых влиятельных людей в мире.
В 2003 году он получил награду от компании Condé Nast в рамках программы «Never Follow Program» для создателей творческих и инновационных проектов. В 2001 году Академия Известных Монреальцев (Académie des Grands Montréalais) присвоила ему звание почётного жителя города. В 1997 году Ги Лалиберте удостоился высшей правительственной награды Квебека, став кавалером Национального ордена Квебека (Ordre National du Québec).

## Личная жизнь
Первая жена — Ризи Морейра (Rizia Moreira). В браке родилось пятеро детей. Вторая жена — Клаудиа Барилла (Claudia Barilla). В этом браке родилось двое детей.
Сын Ками - профессиональный гонщик.